# François Arnaud
François Barbeau (Montreal, Quebec; 
5 de julio de 1985), más conocido como François Arnaud, es un actor franco-canadiense. Entre sus roles destacan Antonin Rimbaud en la película J'ai tué ma mère, Cesare Borgia en la serie The Borgias y Manfred Bernardo en la serie Midnight, Texas.

## Primeros años
François nació y se crio en Montreal, Quebec, Canadá.
Es hijo de un abogado y tiene una hermana menor.En 2007, se graduó del Conservatoire d'Art Dramatique de Montreal.

## Carrera
En el 2009 interpretó a Théo Carpentier en la serie Yamaska, también apareció como invitado en las series Taxi 0-22 y C.A. Ese mismo año participó en la película Les grandes chaleurs, el cortometraje Mising y en J'ai tué ma mère donde interpretó a Antonin Rimbaud, por esta última actuación Arnaud ganó un premio VFCC en la categoría de mejor actor de reparto en una película canadiense.
En el 2011 se unió al elenco principal de la serie The Borgias donde interpretó al atractivo Cesare Borgia, el hijo mayor del papa Alejandro VI y hermano de Lucrezia (Holliday Grainger) y Juan Borgia (David Oakes), hasta el final de la serie en el 2013.
En el 2013 apareció en la película ambientada en la guerra civil norteamericana Copperhead donde interpretó a Warner Pitts.
En el 2015 se unió al elenco de la serie X Company donde da vida a Rene Villiers, un miembro de la resistencia canadiense, que lucha contra la gestapo alemana, donde interpretó de forma recurrente a Rene hasta el 2016 después de que su personaje muriera.
En marzo del mismo año mismo año se anunció que se había unido al elenco de la serie Red Flag donde dará vida a Carlito.
En octubre se unió al elenco recurrente de la serie Blindspot donde interpreta a Oscar, un hombre misterioso con un tatuaje de un árbol del pasado de Jane Doe (Jaimie Alexander).
En marzo del 2016 se anunció que Francois se había unido al elenco principal de la serie Midnight, Texas donde dará vida a Manfred Bernardo.
En julio del 2017 se anunció que aparecería en el drama She’s In Portland, donde dará vida a Luke, un hombre creativo y con una carrera de Los Ángeles pero con una vida solitaria como soltero.

## Vida personal
En septiembre de 2020 se declaró bisexual en las historias de su Instagram.
François habla inglés, francés y español.

## Filmografía
| Año  | Título                   | Rol                 | Notas |
| ---- | ------------------------ | ------------------- | ----- |
| 2009 | I Killed My Mother       | Antonin Rimbaud     |       |
| 2009 | Heat Wave                | Yannick Ménard      |       |
| 2013 | Copperhead               | Warner Pitts        |       |
| 2014 | Amapola                  | Luke                |       |
| 2014 | Big Sky                  | Clete               |       |
| 2015 | Caesar                   | Mark Antony         |       |
| 2015 | The Girl King            | Karl Gustav Kasimir |       |
| 2015 | Rabid Dogs               | Vincent             |       |
| 2016 | The Man Who Was Thursday | Gabriel Syme        |       |
| 2016 | Jean of the Joneses      | Jeremiah Rosen      |       |
| 2017 | Permission               | Dane                |       |
| 2017 | Origami                  | David               |       |
| 2018 | Rapid Eye Movement       | Rick Weider         |       |
| 2018 | She's in Portland        | Luke                |       |
| 2022 | Marlowe                  | Nico Petersen       |       |

| Año           | Título                             | Rol                 | Notas                        |
| ------------- | ---------------------------------- | ------------------- | ---------------------------- |
| 2007          | C.A.                               | Serveur resto Maude | Episodio: "Reséau rencontre" |
| 2008          | Taxi 0-22                          | Marc-André          | 3 episodios                  |
| 2008          | The Double Life of Eleanor Kendall | Stefan              | Película para televisión     |
| 2009–10       | Yamaska                            | Théo Carpentier     | 15 episodios                 |
| 2011–13       | The Borgias                        | Cesare Borgia       | 29 episodios                 |
| 2015-16       | X Company                          | Rene Villiers       | 4 episodios                  |
| 2015-16       | Blindspot                          | Oscar               | 16 episodios                 |
| 2017          | Schitt's Creek                     | Sebastien Raine     | Episodio: "Sebastien Raine"  |
| 2017          | High School Lover                  | Christian Booth     | Película para televisión     |
| 2017–presente | Midnight, Texas                    | Manfred Bernardo    | Elenco principal             |

## Premios y nominaciones
| Año  | Categoría                                                          | Premio           | Serie/Película   | Resultado |
| ---- | ------------------------------------------------------------------ | ---------------- | ---------------- | --------- |
| 2014 | Best Performance by an Actor in a Continuing Leading Dramatic Role | Shaw Media Award | The Borgias      | Nominado  |
| 2010 | Best Supporting Actor in a Canadian Film                           | VFCC Award       | J'ai tué ma mère | Ganó      |